# Perilampus americanus
Perilampus americanus är en stekelart som beskrevs av Girault 1912. Perilampus americanus ingår i släktet Perilampus och familjen gropglanssteklar. Inga underarter finns listade i Catalogue of Life.